# Gnathotona thermopsamma
Gnathotona thermopsamma är en fjärilsart som beskrevs av Edward Meyrick 1931. Gnathotona thermopsamma ingår i släktet Gnathotona och familjen plattmalar. Inga underarter finns listade i Catalogue of Life.